# Никольск (Брянская область)
Никольск — посёлок в Красногорском районе Брянской области России. Входит в состав Лотаковского сельского поселения.

## География
Посёлок находится в западной части Брянской области, в зоне хвойно-широколиственных лесов, в пределах восточной окраины Полесской низменности, к северу от автодороги 15Н-1512, на расстоянии примерно 15 километров (по прямой) к северо-западу от посёлка городского типа Красная Гора, административного центра района. Абсолютная высота — 154 метра над уровнем моря.

### Климат
Климат характеризуется как умеренно континентальный. Среднегодовая многолетняя температура воздуха составляет 10 °С. Средняя температура воздуха самого тёплого месяца (июля) — 23,9 °C (абсолютный максимум — 32 °C); самого холодного (января) — −3,8 °C (абсолютный минимум — −25 °C). Безморозный период длится в среднем 170—190 дней. Среднегодовое количество атмосферных осадков составляет 550—600 мм.

### Часовой пояс
Посёлок Никольск, как и вся Брянская область, находится в часовой зоне МСК (московское время). Смещение применяемого времени относительно UTC составляет +3:00.

## История
Упоминается с конца XIX века (первоначальное название - Николаевский, Никольский); входил в Лотаковскую волость. В середине XX века - колхоз "Ново-Никольск". До 2005 в Морозовском сельсовете.

## Население
| 2010 | 2013 |
| ---- | ---- |
| 5    | ↘3   |

### Национальный состав
140 человек (1926), в национальной структуре населения русские составляли 100 % из 18 человек (2002).